# 발랑탱 마두아스
발랑탱 마두아스(프랑스어: Valentin Madouas, 프랑스어 발음: [valɑ̃tɛ̃ madwas], 1996년 7월 12일~)는 프랑스의 자전거 경기 선수이다. 2024년 하계 올림픽 남자 사이클 개인도로 은메달을 획득했다.

## 개인사
아버지인 로랑 마두아스도 자전거 경기 선수로 활동했다.